# Enzberg (Adelsgeschlecht)

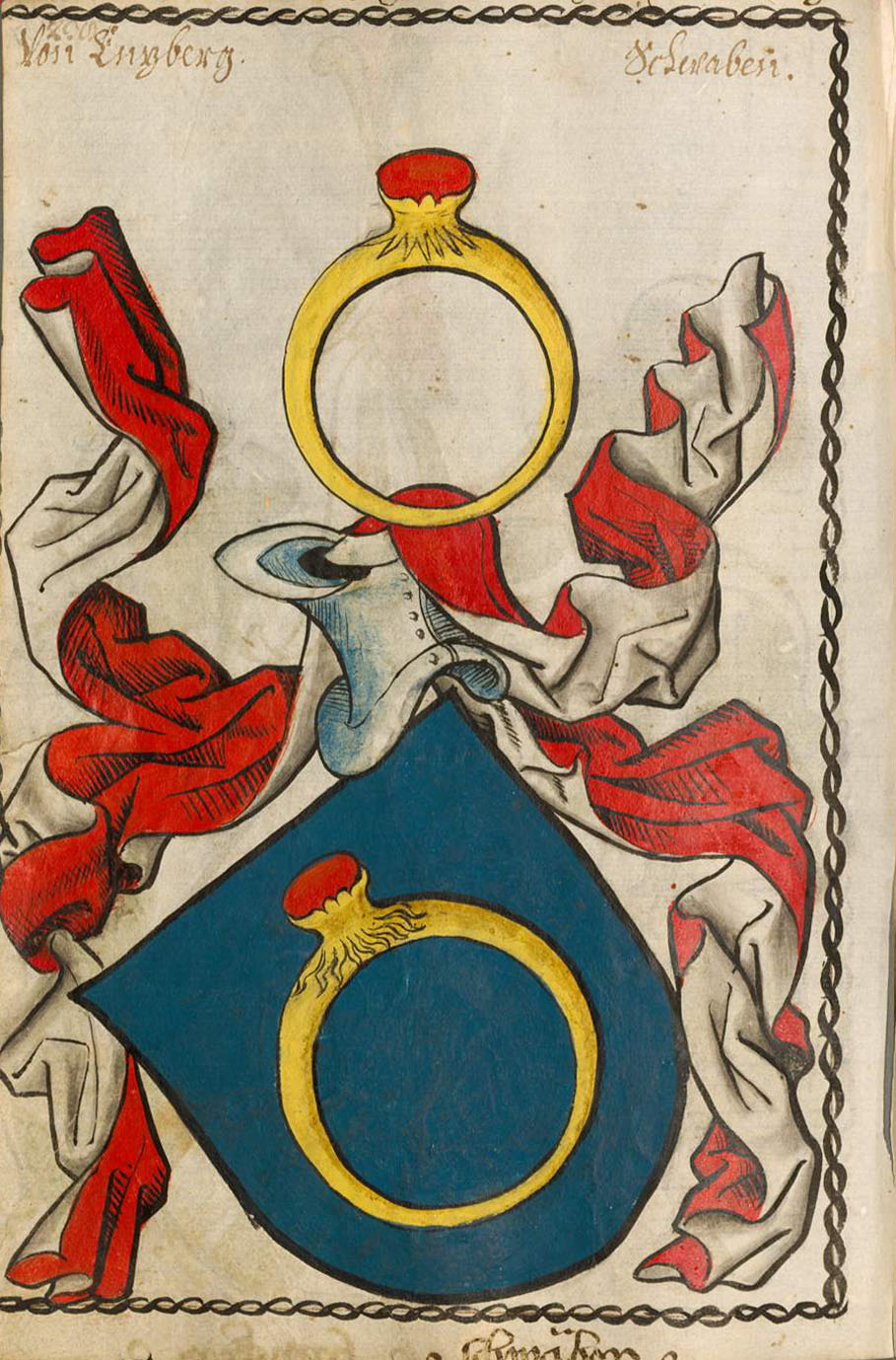
Wappen derer von Enzberg (Schwaben), Scheiblersches Wappenbuch (1450–1480)

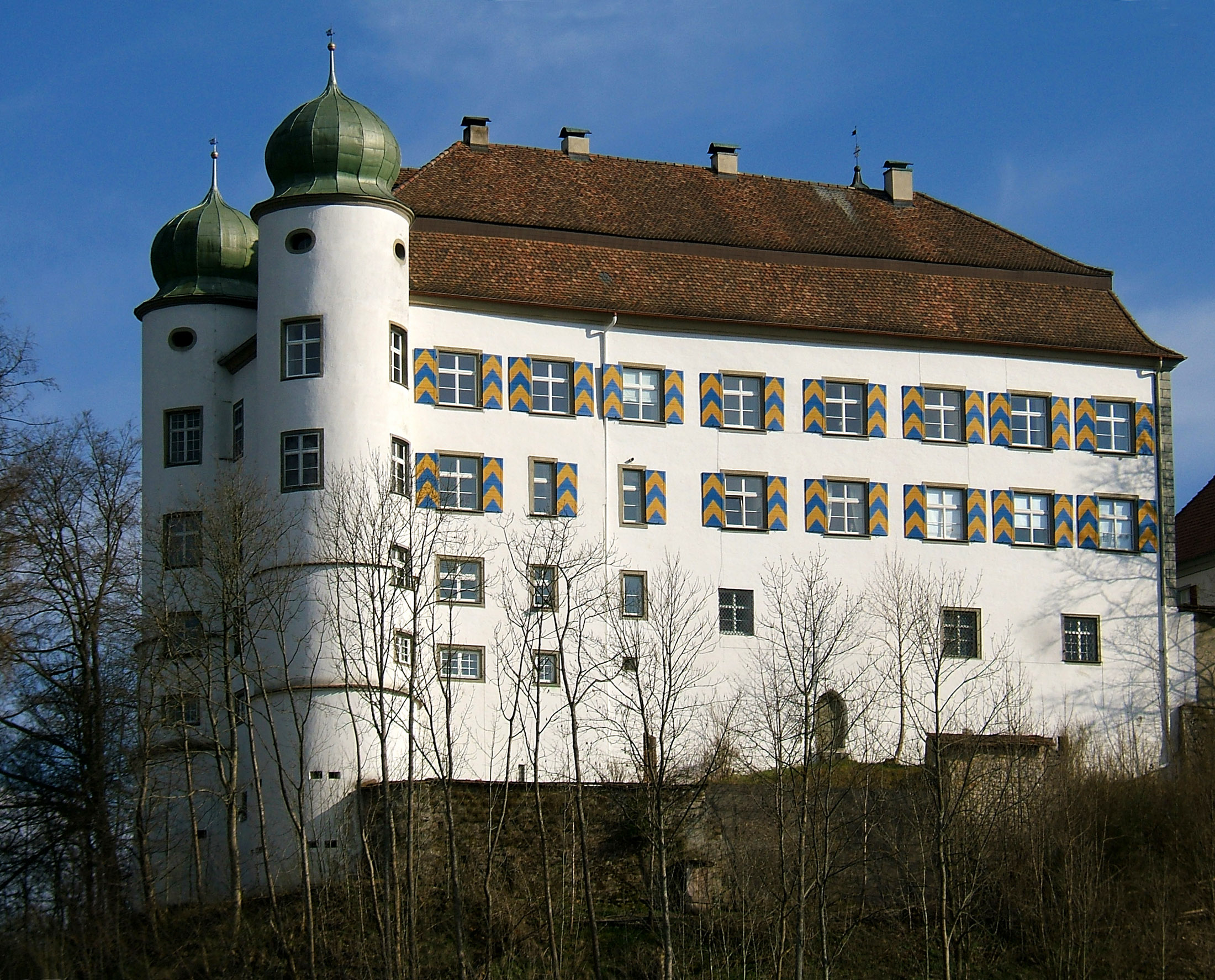
Schloss Mühlheim ist heute noch Wohnsitz der Familie

Enzberg (auch Herren, Freiherren von Enzberg, Entzberg sowie Enzberger) ist der Name eines deutschen Adelsgeschlechts mit Sitz in Mühlheim an der Donau, nicht zu verwechseln mit dem Tiroler Adelsgeschlecht derer von Enzenberg.

## Geschichte
Die Enzberger sind eines Stammes mit den Herren von Niefern und den Herren von Dürrmenz, sie alle führen als Wappenelement einen Ring mit Stein (s. u. Wappen, Blasonierung).
Stammburg ist die ehemalige Burg Enzberg des Grafengeschlechts Zeisolf-Wolframe nahe dem heute zur Stadt Mühlacker gehörenden Dorf Enzberg am Fluss Enz.
Ab 1236 erscheint Heinrich von Enzberg urkundlich als Schirmvogt über Kloster Maulbronn im Sinne einer Unter-Schirmvogtei, die ihm als dessen Ministeriale vom Bischof von Speyer verliehen wurde. 1252 wurde diese Untervogtei entzogen, aber im gleichen Jahr mit Klausel zum Widerruf neu verliehen. Siehe auch: Burg Kapfenhardt. Bis zum Jahr 1325, als das Geschlecht das letzte Mal mit dem Amt betraut wird, ist das Verhältnis der Herren von Enzberg zum Kloster Maulbronn von Rechtsstreitigkeiten, teilweise auch von gewaltsamen Übergriffen geprägt, vermutlich resultierend aus dem Bestreben der Ritter, ihr Amt zum Ausbau der eigenen Machtposition zu nutzen.
Im Jahr 1384 wurde der Stammsitz der Herren von Enzberg durch ein Landfriedensheer unter Führung von Pfalzgraf Ruprecht bei Rhein eingenommen und vollkommen zerstört. Diese Aktion erfolgte aufgrund eines Hilfegesuchs der Abtei Maulbronn an seinen damaligen Schirmherren, das darüber klagte, von den Rittern mit „Mord und Raub“ bedrängt zu werden. Die Enzberger wurden bei dem Versuch der Verteidigung der Burg von zahlreichen anderen Rittergeschlechtern unterstützt.
1395 werden die Enzberger zu einem Kristallisationspunkt des Schleglerbundes, von denen sie zwei Anführer stellen.
1409 erwarben die Herren von Enzberg die Herrschaft Mühlheim und machten diese Herrschaft an der Donau zu ihrem neuen Stammsitz. Dort erwarben sie die Vogtei über das Kloster Beuron.
Die enzbergische Herrschaft wurde 1470, nach dem Tod Friedrichs VII., geteilt. Burg Bronnen, das Hintere Schloss Mühlheim, die Hälfte der Stadt Mühlheim, die Dörfer Böttingen, Königsheim, Buchheim, Worndorf und Irndorf gingen an Hans I. Das Vordere Schloss in Mühlheim, die andere Hälfte der Stadt Mühlheim, die Dörfer Nendingen, Mahlstetten und Stetten erhielt Friedrich VIII.
1478 erwarb Hans I. von Enzberg den Großteil des enzbergischen Erbes von seinem Bruder zurück. Der enzbergische Besitz wurde 1509 jedoch erneut geteilt. Bronnen, halb Mühlheim, Buchheim, Worndorf und Nendingen gingen an Friedrich X., Hans Rudolf erhielt die andere Hälfte Mühlheims mit Böttingen, Mahlstetten, Königsheim und Stetten. Bei der Eroberung Mailands 1515 kämpfte Hans Rudolf auf Seiten des französischen Königs gegen Kaiser Maximilian. Nach seiner Niederlage zog Maximilian den Teil des enzbergischen Besitzes zugunsten Österreichs ein. Friedrich von Enzberg zu Mühlheim und Bronnen erhielt nach Widerspruch den Teil seines Bruders übereignet.

## Wappen
Blasonierung: Das Stammwappen zeigt in Blau einen goldenen Ring mit rotem Stein; auf dem Helm mit rot-silbernen Helmdecken der Ring.

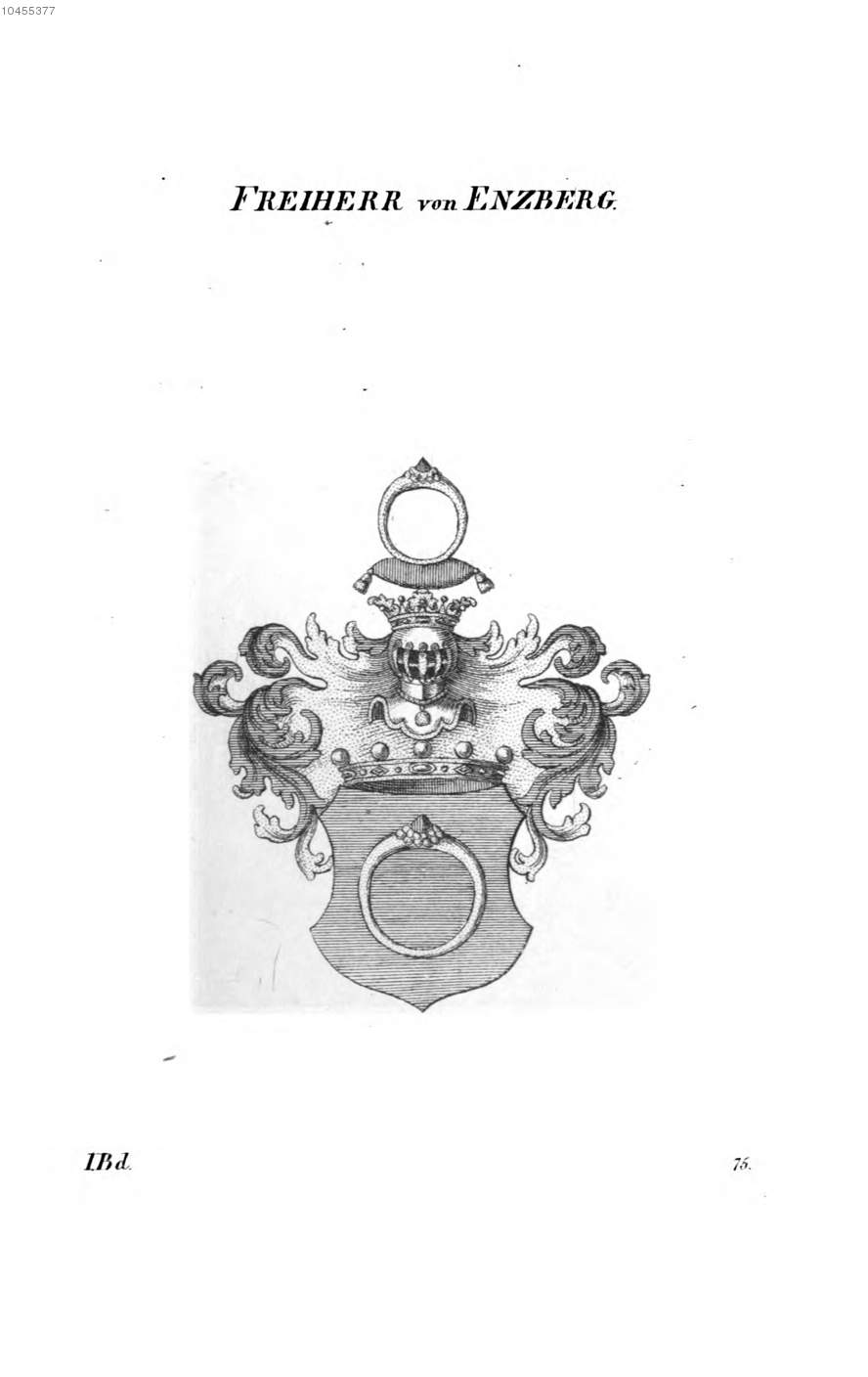
Wappen der Freiherren von Enzberg, nach Tyroff Württemberg
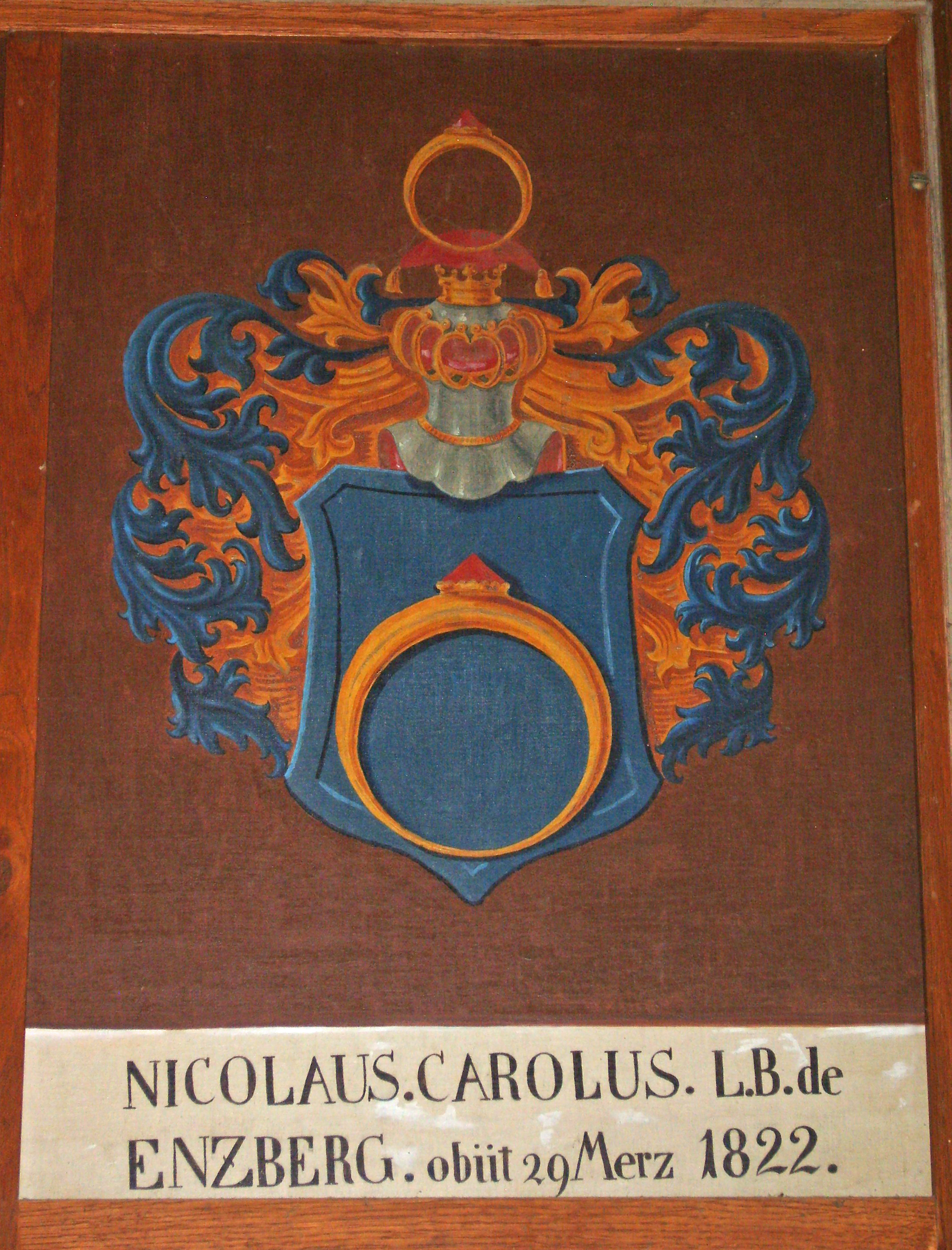
Wappen des Nicolaus Carolus von Enzberg im Konstanzer Münster
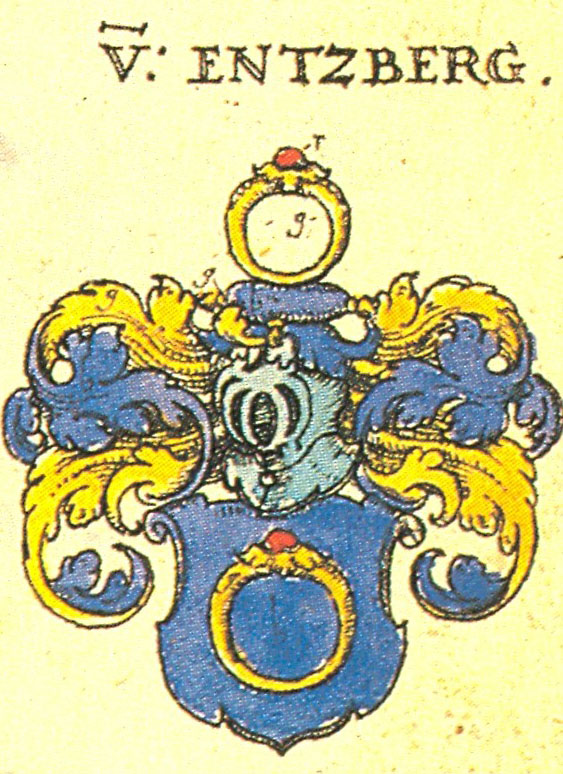
Wappen derer von Entzberg, Ritterschaft und Adel in Schwaben, nach Siebmacher
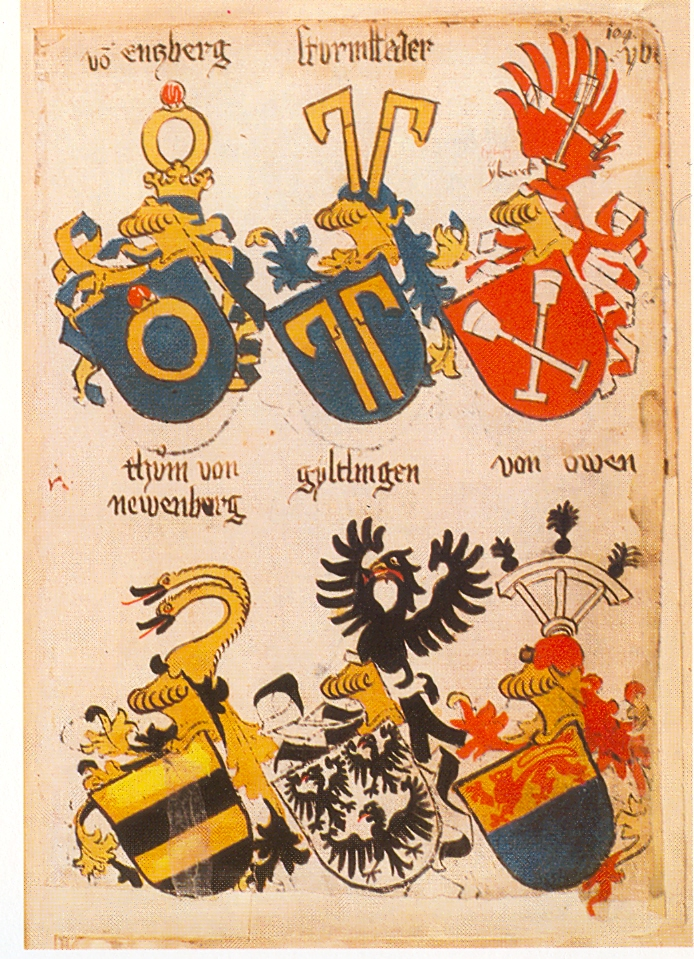
Wappen derer vo(n) Enzberg, 1459, Ingeram-Codex
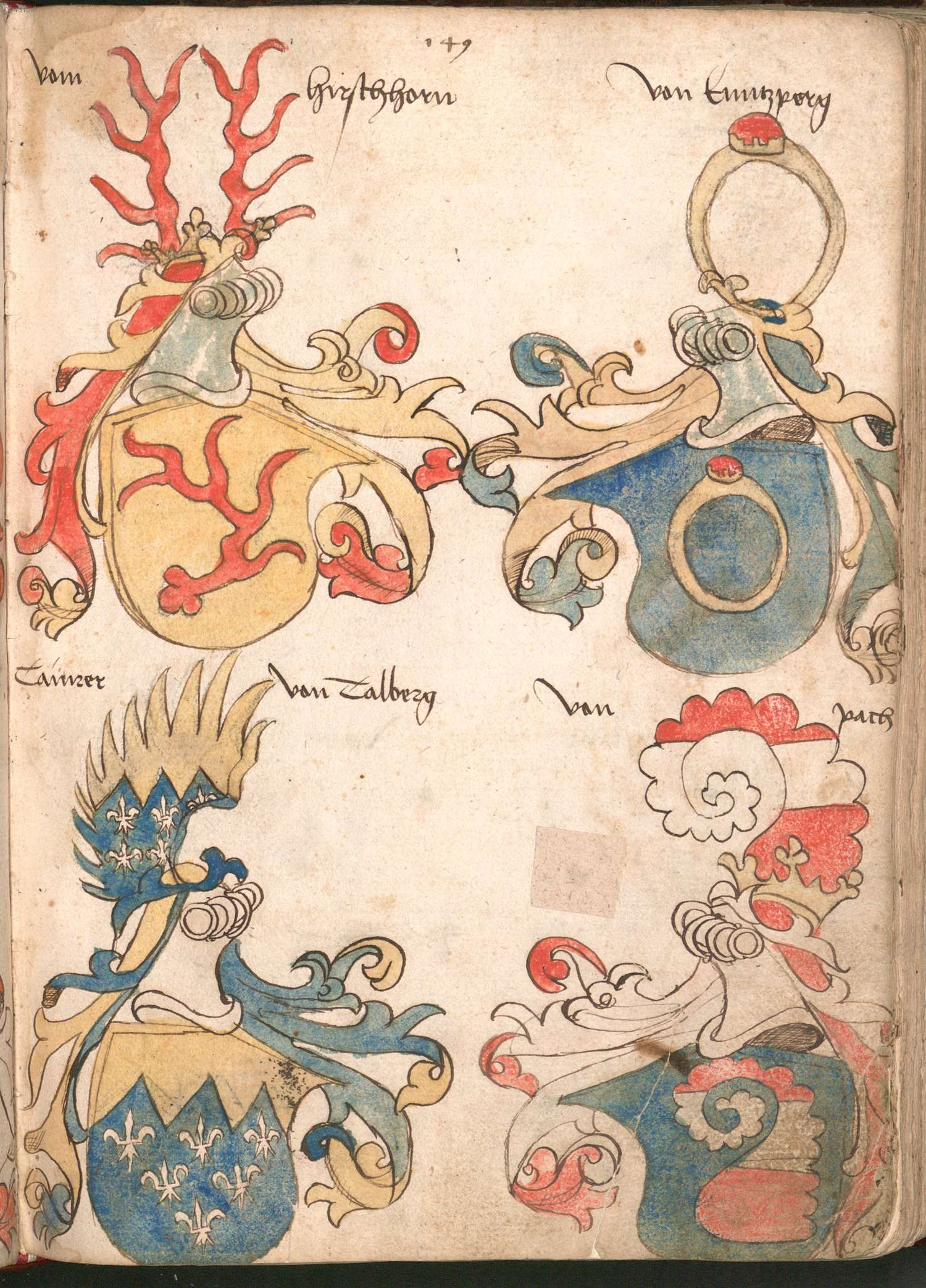
Wappen derer von Enzberg, „Werniger oder (Schaffhausensches) Wappenbuch“; Süddeutschland 4. Viertel 15. Jh.
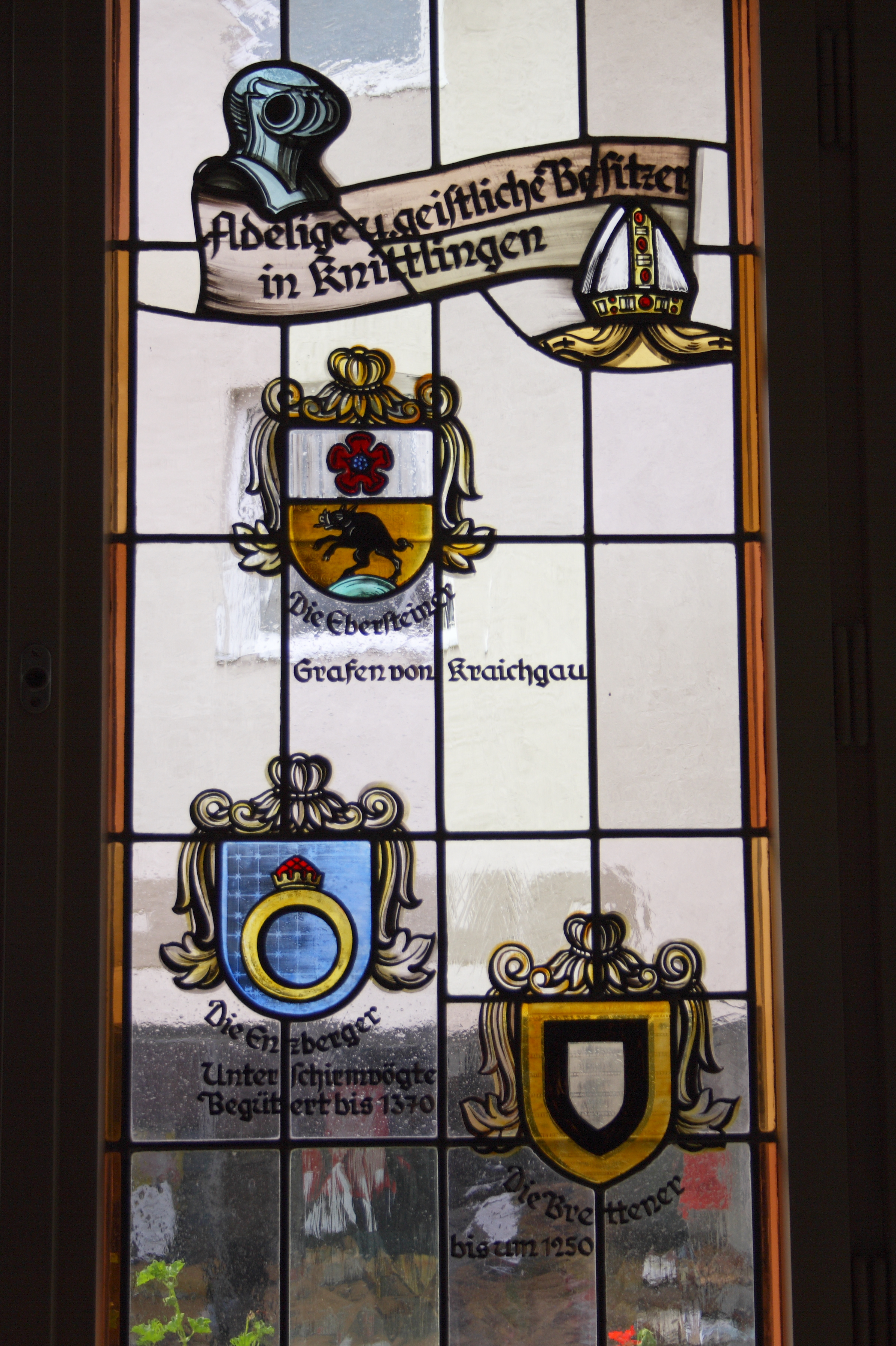
Wappen der Enzberger (mit Schriftzug „unter Schirmvögte begütert bis 1370“) in Knittlingen, Rathaus